# Sinar

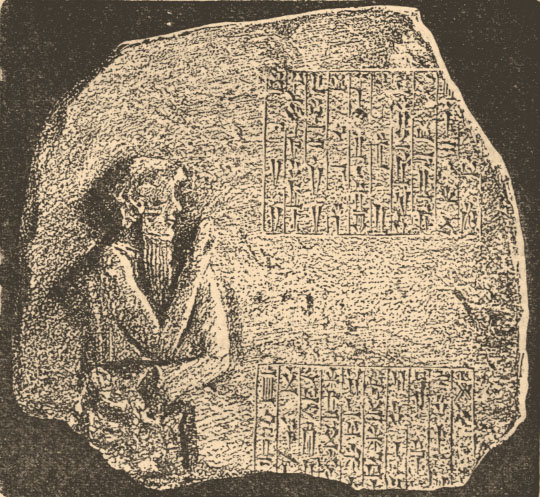
Ilustração da Enciclopédia Judaica Brockhaus e Efron (1906-1913). Amraphel

Sinar, Sinear ou (menos frequente) Shinear, (em hebraico שִׁנְעָר Šinʻar, na Septuaginta, Σεναάρ Senaar) é uma localidade geográfica bíblica de fronteiras incertas na Mesopotâmia. O nome pode ser uma decomposição do hebraico Shene neharot ("dois rios") ou Shene arim ("duas cidades"), ou do acadiano Sumeru.

## Bíblia hebraica
Aparecendo 8 vezes na Bíblia Hebraica. Em Gênesis 10:10, relata-se que o início do reino de Nimrod compreendia "Babel, Ereque, Acade e Calné, na terra de Sinar.") No capítulo seguinte, em 11:2, o Sinar é mostrado como uma planície que veio a ser povoada depois do dilúvio, onde a humanidade, ainda falando apenas uma língua, construiu a Torre de Babel. Em Gênesis 14:1,9 o Sinar é a terra governada pelo rei Anrafel, durante muito tempo identificado como Hamurabi, rei da Babilônia, apesar de tal relação não só ser incerta como também negada em investigações mais recentes. A terra de "Sinar" ainda é mencionada como sinônimo de "Babilônia" em Josué 7:21, em Isaías 11:11 e em Zacarias 5:11.
Se o Sinar incluía tanto a Babilônia (cf. "Babel") como Ereque, então o termo caracterizava as partes tanto norte quanto sul da Babilônia. Qualquer relação cognata com "Suméria" ou "Shumer" - exônimo de origem acádia usado para se referir a um povo não-semítico que chamava-se a si próprio Kiengir - não é simples de se explicar, tendo sido alvo de inúmeras especulações. É correto, contudo, afirmar que o termo egípcio para "Babilônia" e "Mesopotâmia" era Sangar, palavra que se repetia freqüentemente nas cartas Amarna.
De acordo com H. Welsh, cujo ponto de vista provém na associação com Ur dos Caldeus, é provável que Sinar tenha como significado a terra de Sin, deus mesopotâmico da lua, cujo templo mais antigo localizava-se em Ur. Sin possuía uma rede de templos abarcando o crescente fértil, incluindo um templo de destaque na Babilônia e um de seus famosos Portões - este também um importante templo em Harrã -, além da probabilidade de haver um outro em Jericó, cidade antiga cujo nome significa "Local do Deus da Lua".
Alguns acreditam que "Sinar" seja uma referência à terra onde atualmente se encontra a China. O nome da antiguidade mais remota para "China" é 'Ṣīn' ou 'Sina'. Da mesma forma, em Latim, refere-se à China pelo nome Sinae, donde se originou o prefixo português Sino- (como em Sino-Tibetano) - cf. Nomes da China.